# Maison du Football

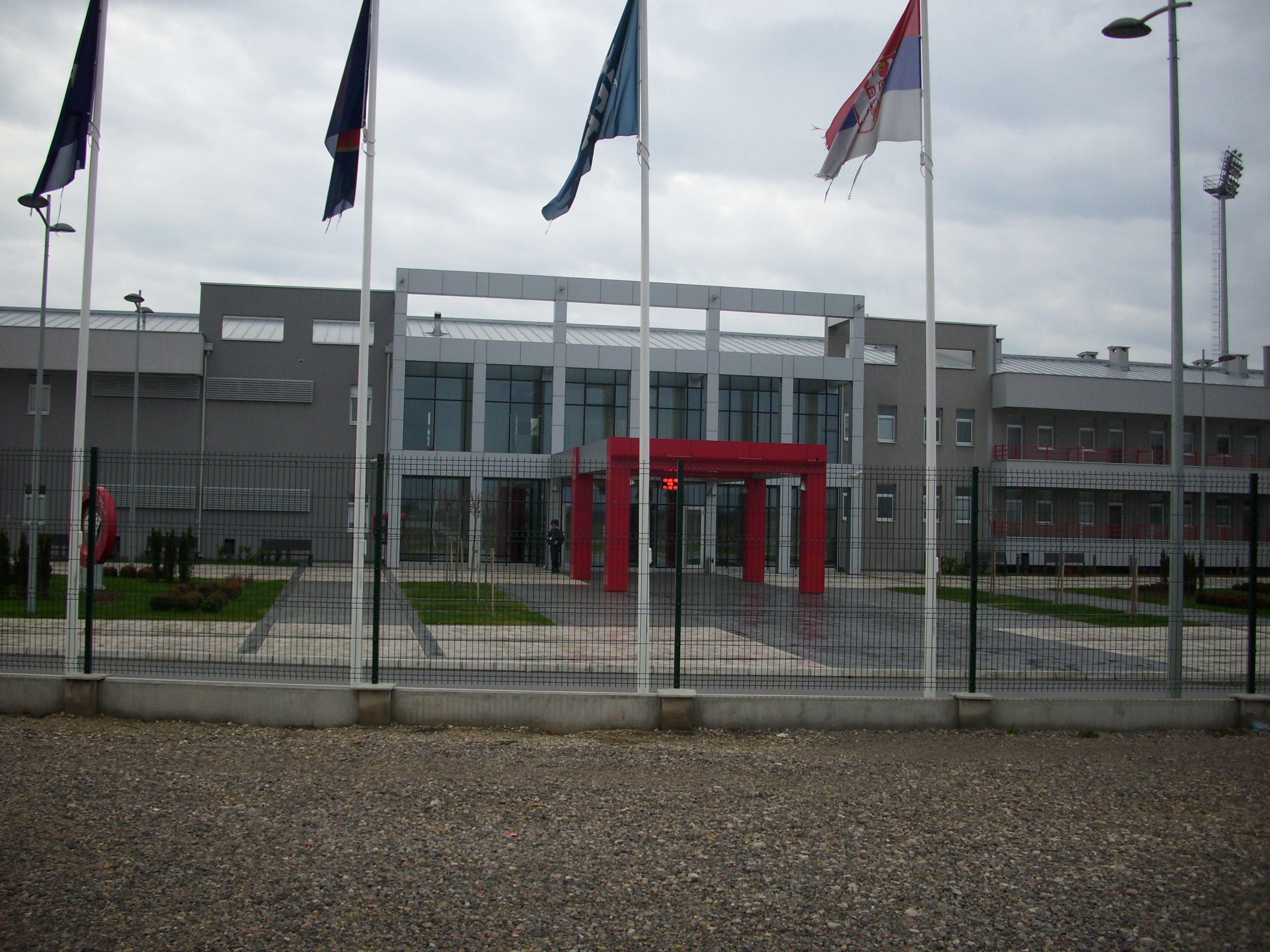
Maison du Football à Stara Pazova

La Maison du Football (en serbe cyrillique : Кућа фудбала, et en serbe latin : Kuća fudbala) est le nom d'un complexe ultramoderne situé à Stara Pazova, centre de Formation de la FSS (Fédération de Serbie de football).
Il est considéré comme l'un des plus modernes centres de formation au monde,. 
Le complexe a été inauguré le 14 mai 2011 par Joseph S. Blatter président de la Fifa, Michel Platini président de l'UEFA, et le Président de la Fédération serbe de football, Tomislav Karadžić,.

## Installations
Son coût total s’élève à 15 millions d'euros, sa superficie totale est de 11,5 hectares, dont 10 000 m2 de terrain couvert et 60 000 m2 de terrain de ouvert en tout donc plus de 70 000 m2 de terrain de football.
En plus des terrains de football, le complexe serbe possède aussi des pistes d’athlétisme, des lieux d'hébergement (hôtels et appartements), des restaurants et centres de musculation,.